# Soulèvement carliste de Sant Carles de la Ràpita
Le soulèvement carliste de Sant Carles de la Ràpita, surnommé la Ortegada, est un complot mené par le général Jaime Ortega y Olleta, capitaine général des îles Baléares, le 1er avril 1860 pour proclamer le prétendant carliste Charles de Bourbon roi d'Espagne et détrôner la reine Isabelle II d'Espagne, par l'envoi d'une expédition militaire depuis Majorque sur la Péninsule, près du village de Sant Carles de la Ràpita (Tarragone). Il prend la forme d’un pronunciamiento. Ortega, le prétendant et les troupes qui les accompagnaient furent capturés lors du débarquement sur les côtes.
À l’issue du soulèvement, Ortega fut fusillé mais les autres conspirateurs furent amnistiés,.